# Sonic Arranger
Sonic Arranger är en tracker för Amiga för skapande av musik. Senaste versionen kom 1995. Till skillnad från programmet Protracker, som är samplingsbaserat har denna tracker även en inbyggd syntes och kan skapa syntetiska instrument.